# تزوج الليل
«تزوج الليل» (بالإنجليزية: "Marry the Night")‏ هي أغنية للمغنية الأميركية ليدي غاغا. صدرت من ألبومه الإستوديو الثاني هكذا ولدت, في، 15 نوفمبر 2011.
تم تسجيل الأغنية في جولة حافلة للمغنية أثناء جولة حفلة الوحش. الزواج كان من وحي ليلة من الطاقة من العمل في وقت سابق عن غاغا، الرقص في الظلام، والحب لمسقط رأسها، نيويورك ، الذي قدم لها الشجاعة لرفض هوليوود. وأطلقت سراح الأغنية قبل ستة أيام من الإفراج عن ولد بهذه الطريقة لتعزيز لعبة فارمفيل الإلكترونية. في سبتمبر 2011، تم الإعلان عن أغنية واحدة كما في الخامس من الألبوم.